# 영장류학

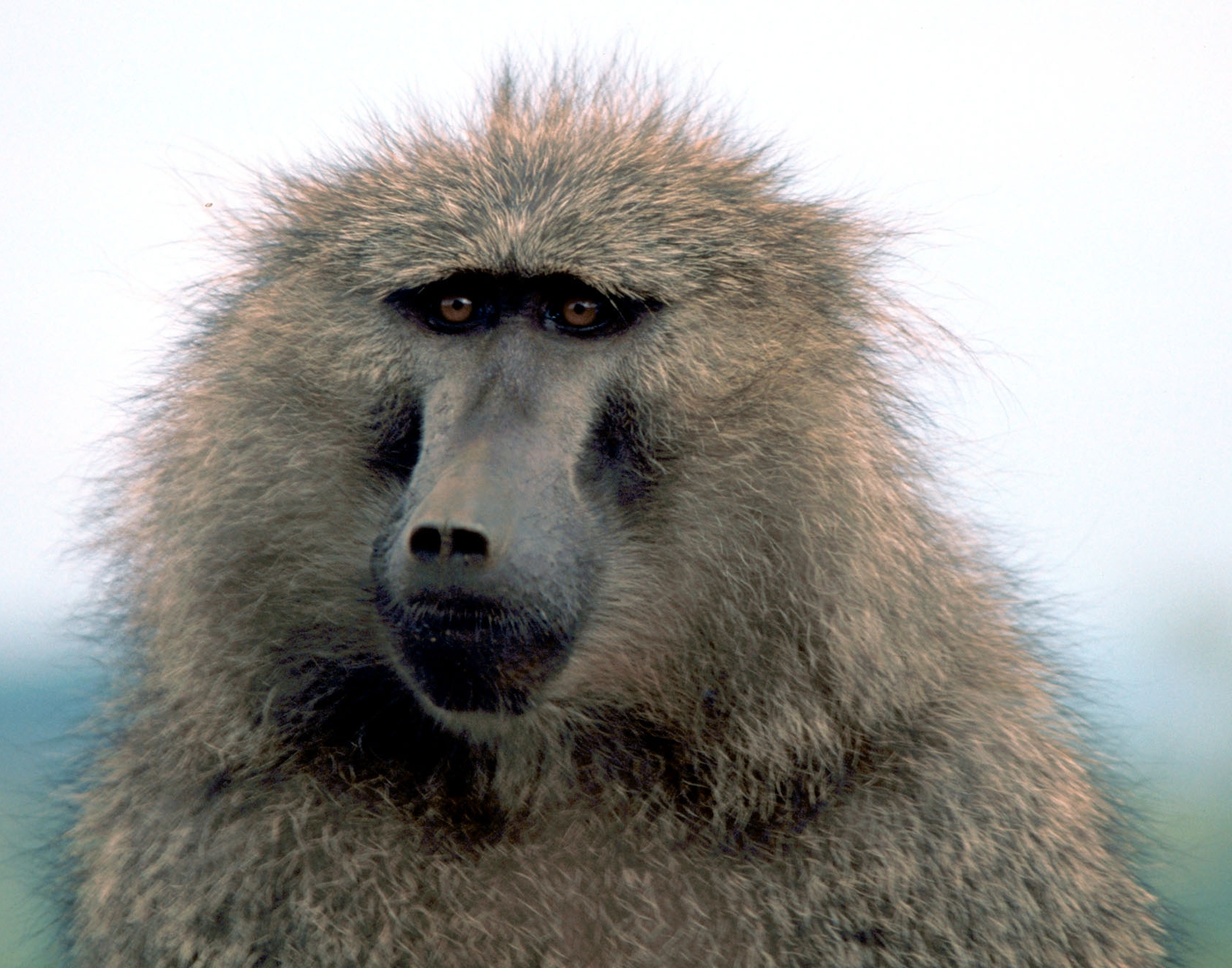
올리브개코원숭이.

영장류학(靈長類學, Primatology)은 영장류에 관한 걸 연구하는 학문이다. 포유류학과 인류학 간의 경계에 있는 학문으로서, 연구가들은 해부학, 인류학, 생물학, 약리학, 심리학, 수의학, 동물학 등에서 볼 수 있다.

## 저명한 영장류학자
- 다이앤 포시
- 제인 구달
- 콜린 그로브스
- 루이스 리키

## 같이 보기
- 분류:영장류학자
- 인류유전학